# La Vitréenne football club
Ne doit pas être confondu avec Amicale sportive de Vitré.
Dernière mise à jour : 17 Décembre 2024.
La Vitréenne football club est un club de football français, basé à Vitré et évoluant en 2014-2015 en Division Supérieure Régionale (D8) après une relégation sportive de CFA 2 et une demande de relégation administrative en DSR (D8) au printemps 2014. Il remonte en Régional 2 (D7) au printemps 2016. Le club redescend en Régional 3 (D8) à l'issue de la saison 2022/2023.

## Histoire
Fondée en 1973, La Vitréenne football club, avec 6 montées successives, atteint la promotion d'honneur dès 1979. Le club s’étoffe les années suivantes avec la mise en place d’équipes de football auprès des jeunes. Lors de son accession en CFA2, le club est obligé de se doter d'une structure comptable.
En mai 2011, les "rouge et noir" terminent à la troisième place de la poule D du championnat de France Amateur et échouent, pour la deuxième saison consécutive, aux portes d'une montée dans le championnat de National. L'entraîneur Oswald Tanchot quitte alors le club pour s'engager au Vendée Poiré-sur-Vie Football (club promu en National) et La Vitréenne football club perd cette année-là pas moins d'une vingtaine d'éléments faisant partie intégrante du groupe seniors CFA - DH.
Christophe Ferron étant en fin de bail à l'issue de la saison sportive 2012/2013, son contrat n'est pas renouvelé, il est remplacé par un ancien entraîneur de l'AS Vitré, Joël Cloarec.

## Palmarès et records

### Championnat
- Accession en CFA (4e division) : 2001 et 2007
- Accession en CFA2 (5e division) : 1999 et 2006
- Accession en Division d'Honneur : 1998

### Coupe
- Vainqueur de la Coupe de Bretagne : 1997
- Coupe de France : 32e de finale en 1995, 1998, 2003 et 2007

## Entraîneurs
- 2004-2005 :  Loïc Lambert
- 2005-2011 :  Oswald Tanchot
- 2011-2013 :  Christophe Ferron
- 2013-2014 :  Joël Cloarec
- 2016-2017 :  Joël Cloarec
- 2020-2022 :  Joël Cloarec